# Blackburn Ripon
Il Blackburn T.5 Ripon era un aerosilurante e ricognitore imbarcato biplano prodotto dall'azienda britannica Blackburn Aircraft negli anni trenta.
Utilizzato principalmente dalla Fleet Air Arm, la componente aerea della Royal Navy, nel ruolo di aerosilurante dal 1929 al 1935, venne successivamente prodotto su licenza in Finlandia, dove continuò ad essere utilizzato dalla Suomen ilmavoimat in operazioni belliche durante la Guerra d'inverno e la Guerra di continuazione fino al 1944.

## Storia del progetto
Il Ripon venne progettato per sostituire il precedente aerosilurante monoposto Dart. Come previsto dalle specifiche 21/23 emesse dall'Air Ministry, al nuovo velivolo era richiesto di poter essere utilizzato anche nella ricognizione a lungo raggio, per cui venne progettato per essere dotato di un equipaggio di due persone. Il primo prototipo, in configurazione terrestre e dotato di carrello d'atterraggio, venne portato in volo per la prima volta il 17 aprile 1926, seguito dal secondo, versione idrovolante a scarponi ed equipaggiato con una coppia di galleggianti, il 26 agosto successivo.
Le prove comparative con i suoi concorrenti, l'Avro 571 Buffalo ed l'Handley Page HP.31 Harrow, dimostrarono che nessuno dei tre modelli soddisfaceva completamente le specifiche richieste per cui venne chiesto alla Blackburn di modificare il progetto per una nuova valutazione. Il Ripon venne quindi ridisegnato modificando l'impennaggio, che aveva ricevuto un aumento delle dimensioni del timone, intervenendo sulla velatura, con un leggero aumento della freccia alare, ed adottando inoltre una più potente motorizzazione fornita dalle ultime versioni disponibili del Napier Lion. Sottoposto nuovamente al giudizio dell'apposita commissione della Royal Navy, le prestazioni vennero giudicate soddisfacenti procurando all'azienda britannica un contratto di fornitura.
I quattro prototipi ed i successivi 90 esemplari di serie prodotti dalla Blackburn vennero destinati alla Fleet Air Arm. Successivamente ne venne sviluppata una variante, il Baffin, che lo sostituì in servizio operativo con la Fleet Air Arm, con 68 esemplari di Ripon convertiti al Baffin.

## Impiego operativo

### Regno Unito
Il Ripon entrò in servizio nei reparti della Fleet Air Arm nel 1929, i primi sei assegnati al No 462 (Fleet Torpedo Bomber) Flight di stanza sulla portaerei HMS Furious, in servizio nella Mediterranean Fleet, nel gennaio dello stesso anno, e nello stesso mese sulla HMS Glorious (nella Home Fleet) nel Flight 461; inoltre prestò servizio sulla HMS Courageous dal 1933. Il Ripon venne normalmente utilizzato come velivolo imbarcato su portaerei dalla Fleet Air Arm, ed anche se in grado di essere convertito in un idrovolante, è stato raramente dotato di galleggianti. Il Ripon rimase in servizio utilizzato in missioni nel ruolo di aerosilurante fino al 1933, quando la Fleet Air Arm venne riorganizzata in tre squadrons dalle maggiori dimensioni, il No. 810, No. 811 e No. 812. L'ultimo Ripon venne ritirato dal servizio nel gennaio 1935, quando l'811 Naval Air Squadron venne riequipaggiato con i Blackburn Baffin.

### Finlandia

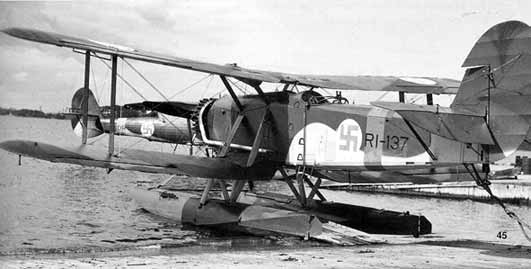
Il Ripon RI-137 della Suomen ilmavoimat.

Il Ripon venne inoltre adottato dalla Finlandia per fornirlo ai suoi reparti della Suomen ilmavoimat, il primo esemplare di costruzione britannica ed i successivi 25 prodotti su licenza dalla Finnish Aircraft Factory. I modelli venne equipaggiati con una serie di diversi motori radiali: il primo era equipaggiato con un Bristol Jupiter VII da 530 hp (400 kW), i successivi sette con un Gnome-Rhône 9A Jupiter VI da 480 hp (360 kW), seguiti da otto motorizzati Armstrong Siddeley Panther da 535 hp (399 kW) e dagli ultimi dieci dotati di un Bristol Pegasus da 580 hp (430 kW). La Suomen ilmavoimat utilizzò i Ripon come aerei da ricognizione contro l'Armata Rossa sovietica durante la Guerra d'inverno e la Guerra di continuazione. Dopo aver perso un esemplare, nel 1939, abbattuto da un caccia della Sovetskie Voenno-vozdušnye sily, il Ripon venne utilizzato solamente in operazioni notturne fino al 1944.

## Versioni
Ripon I
prototipo, realizzato in due esemplari.
Ripon II
prima versione avviata alla produzione in serie, realizzata in 20 esemplari molti dei quali successivamente convertiti alla versione Mk IIC.
Ripon IIA
versione caratterizzata dall'adozione di centine alari metalliche e di una mitragliatrice in caccia, prodotta in 40 esemplari.
Ripon IIC
versione dotata di ali di costruzione interamente metallica, realizzata in 30 esemplari.
Ripon III
prototipo, caratterizzato da un naso allungato ed un nuovo impennaggio, realizzato in un solo esemplare.
Ripon IIF
versione biposto aerosilurante-ricognitore destinata alla finlandese Suomen ilmavoimat.
Ripon III
versione con fusoliera modificata prodotta nel maggio 1928; era interamente metallico con le estremità alari e i piani di coda squadrati; avendo prestazioni inferiori nonostante varie modifiche, non entrò in produzione.
Ripon IV
progetto del 1932 per un bombardiere con motore radiale raffreddato ad aria; nessun esemplare prodotto.
Ripon V
Il velivolo venne direttamente prodotto come Baffin, e diversi esemplari vennero portati allo standard Ripon V; venne fornito anche alla Royal New Zealand Air Force in 26 esemplari, con la matricola dalla NZ150 alla NZ175

## Utilizzatori

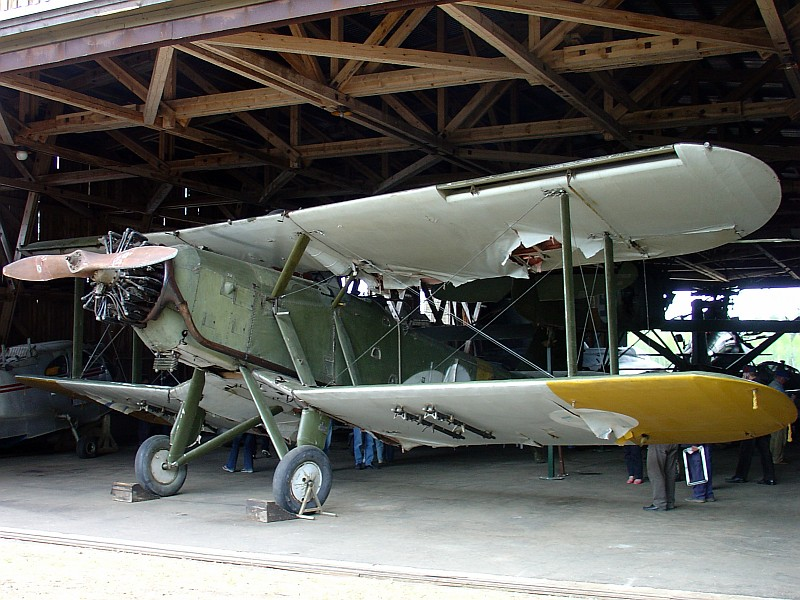
Il Ripon RI-140 della Suomen ilmavoimat esposto al Päijät-Hämeen ilmailumuseo di Asikkala, in Finlandia.

Finlandia
- Suomen ilmavoimat

 Regno Unito
- Fleet Air Arm

## Esemplari attualmente esistenti
L'unico esemplare arrivato ai nostri giorni è il Ripon siglato RI-140 della Suomen ilmavoimat attualmente esposto al Päijät-Hämeen ilmailumuseo di Asikkala, in Finlandia. L'esemplare, recentemente restaurato, è stato inserito nella collezione accanto agli altri velivoli che hanno costituito la storia dell'aviazione finlandese.

## Velivoli comparabili
Regno Unito
- Avro 571 Buffalo
- Handley Page HP.31 Harrow